# Санчес, Клара
Кла́ра Са́нчес (фр. Clara Sanchez; 20 сентября 1983, Мартиг, Франция) — французская велогонщица, двукратная чемпионка мира, участница двух летних Олимпийских игр, 14-кратная чемпионка Франции.

## Спортивная биография
Первые успехи на международной арене к Санчес пришли в 2001 году, когда она стала чемпионкой Европы среди юниоров. А уже в 2002 году французская спортсменка стала серебряной призёркой в кейрине на чемпионате мира. В 2004 году Санчес впервые стала чемпионкой мира в кейрине. В 2005 году Санчес на чемпионате мира в Лос-Анджелесе Клара стала двукратной чемпионкой мира.
В 2008 году Клара Санчес дебютировала на летних Олимпийских играх. Женский кейрин ещё не был включен в программу игр и поэтому Санчес выступила в спринте. В квалификации французская спортсменка показала 6-й результат и в первом раунде встретилась с белорусской спортсменкой Натальей Цилинской. В очном споре Санчес одержала победу и вышла в четвертьфинал, где в обеих гонках уступила австралийке Анне Мирс. Утешительную гонку француженка уверенно выиграла и заняла 5-е место.
На летних Олимпийских играх 2012 года в программу велоспорта был включен женский кейрин. Первый раунд Санчес совершенно не удался. Француженка заняла последнее место в своём заезде и вынуждена была принять участие в дополнительной гонки, которую она уверенно выиграла и вышла в полуфинал. В полуфинале Санчес заняла второе место, уступив только будущей чемпионке, британской велогонщице Викторие Пендлтон. Финальный заезд Санчес начала не торопясь, но постепенно наращивала темп и на финише активно боролась за призовое место, но на финише француженке не удалось обогнать конкуренток и она заняла 4-е место. Также Санчес в Лондоне примет участие в омниуме.